# 캐논 EOS 500D
캐논 EOS 500D(Canon EOS 500D)는 캐논이 2009년 4월 출시한 보급형디지털 일안 반사식 카메라이다, 캐논 EOS 450D의 후속모델이며, MOV형식의 동영상 촬영이 가능하며 Full HD급(1920 × 1080) 동영상 촬영시 20fps로 촬영이 가능하다. 일본에서 판매되는 이름은 Canon EOS Kiss X3, 북미에서는 Canon EOS Rebel T1i이다. 경쟁 모델로는 소니의 A550과, 니콘의 D5000 등이 있다.

## 사진

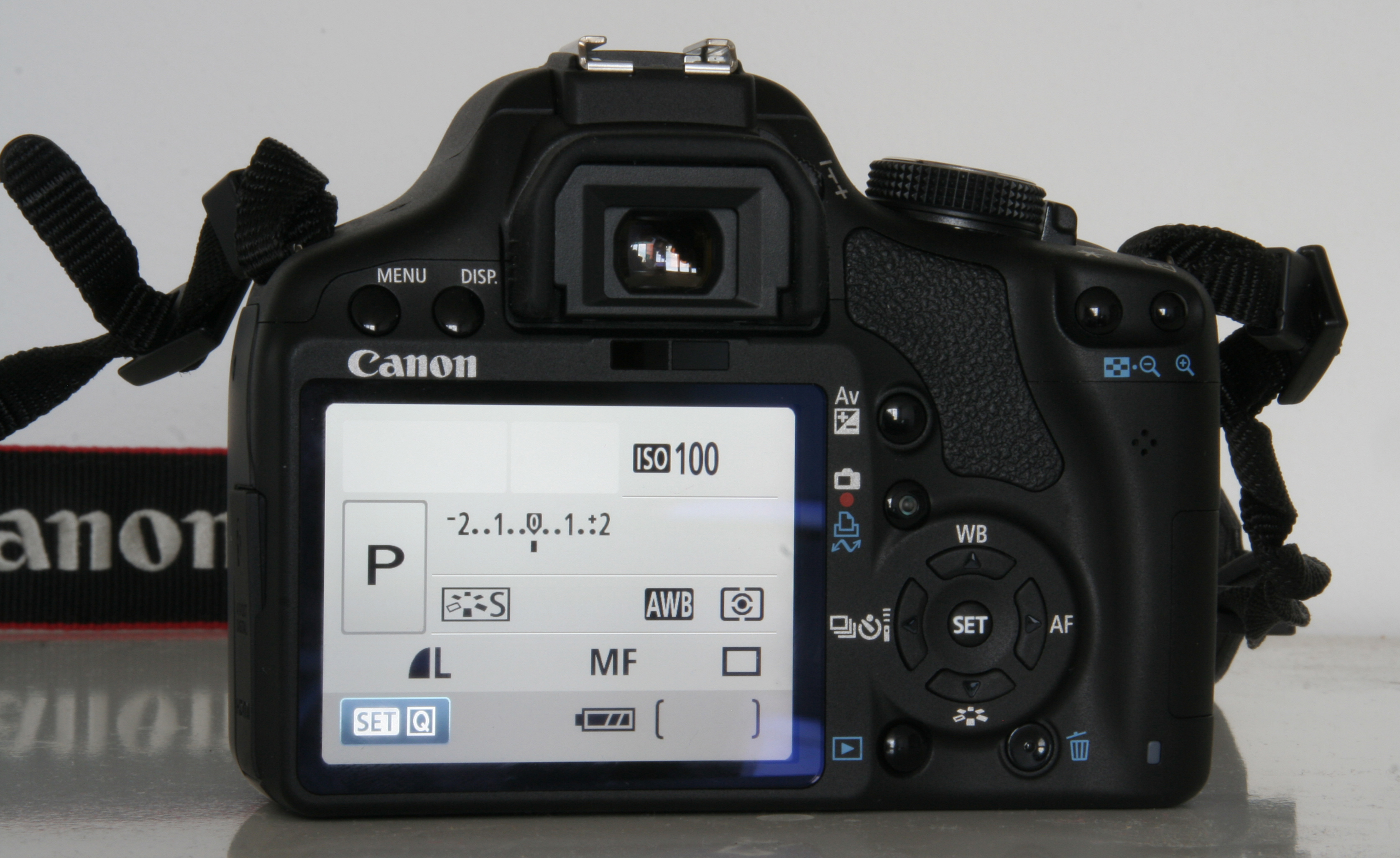
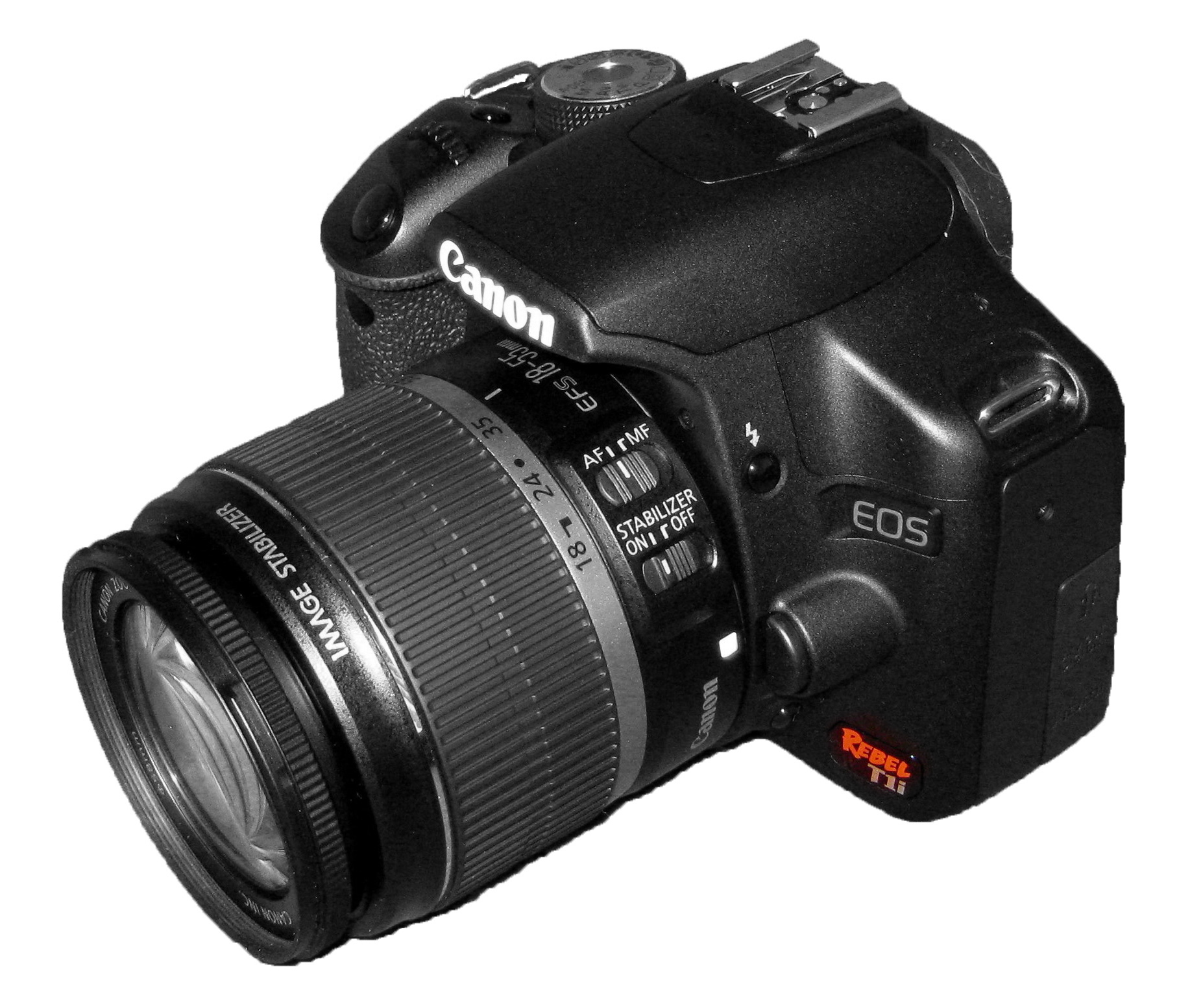
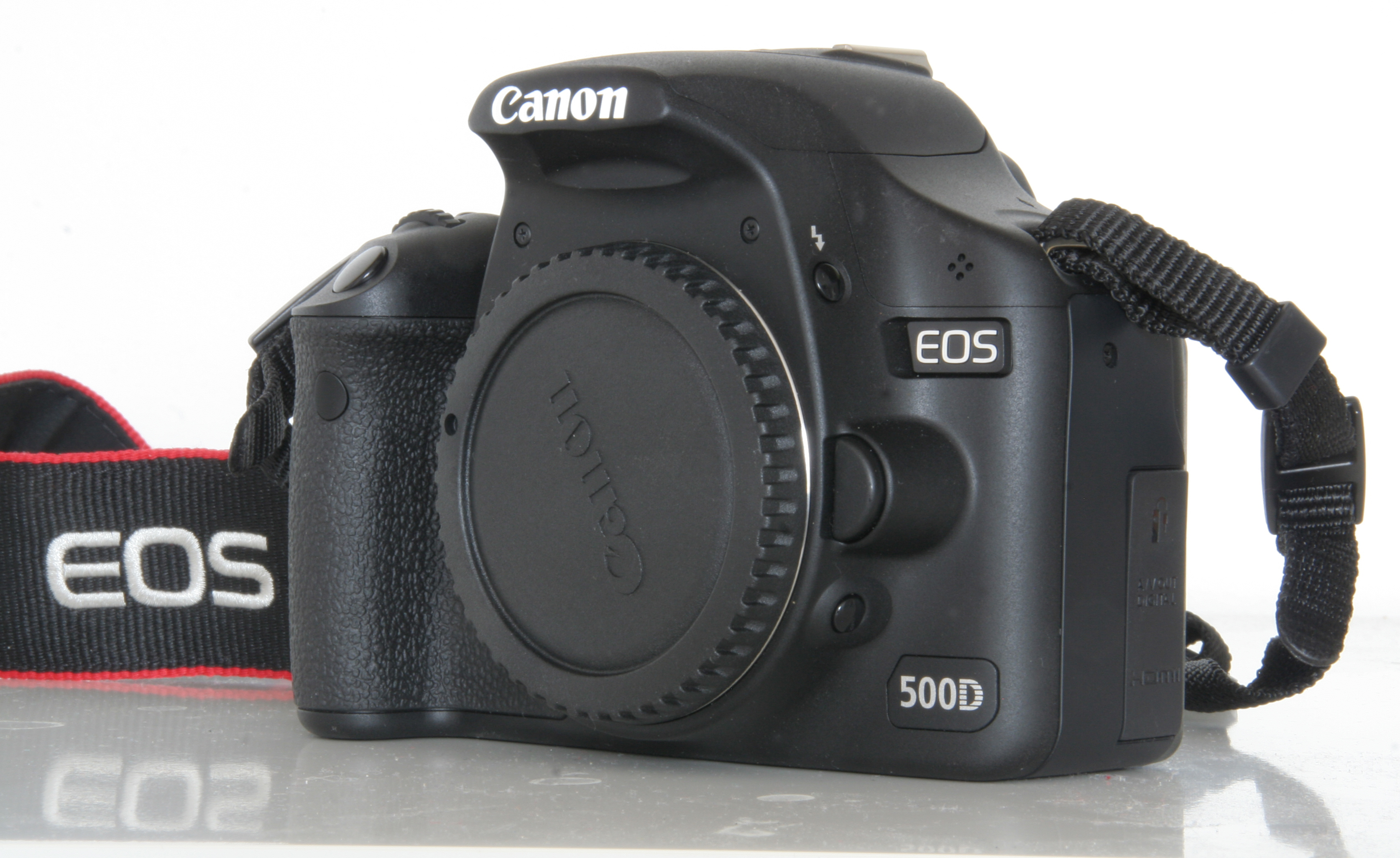

## 중고 평균 가격
2024년 5월 캐논 EOS500D 중고 평균 가격은(바디기준) 약 9 ~ 30 만원대로, 전과 비교하여 상태에 따라 조금 하향된 가격이나, 풀세트가 13 만원인 경우도 있다, 신상품은 30 만원대로 추정되나 구하기가 힘드니 참고 바란다. 잘 찾아보면 신상품의 가격이 30 만원이 넘는 경우가 있는데, 순정이 아닌 상태인 경우도 있고 그렇지 않다면 빠르게 넘어가자. 해외에서도 비슷한 가격대이다, 지속적으로 가격대가 바뀌어 자세한 증빙자료 첨부가 어려우므로 찾아보길 권장한다.

## 같이 보기
- 캐논
- 캐논 EOS
- 캐논 EF 마운트, 캐논 EF-S 마운트
- 캐논 EOS 100D